# Schwenda
Schwenda là một đô thị ở huyện Mansfeld-Südharz, bang Saxony-Anhalt, nước Đức. Đô thị Schwenda có diện tích 10,23 km².